# Leif Tsolis
Leif Tsolis (7 dicembre 1976) è un ex calciatore e allenatore di calcio norvegese.

## Carriera
Tsolis ha giocato per il Liungen, per l'Åssiden e per il Mercantile, prima di ritirarsi dall'attività agonistica in giovane età a causa di alcuni infortuni. Ha iniziato quindi ad allenare, entrando nello staff tecnico del Vålerenga e restandoci dal 2001 al 2007.
Nel 2007, è diventato assistente allenatore al Finnsnes. Nel 2008 è invece diventato allenatore del Røa. Nel 2010 è ritornato a ricoprire il ruolo di assistente, questa volta al Mjøndalen. Nel 2011 è stato nominato tecnico del Flekkefjord.
Agli inizi del 2013, è stato scelto come allenatore dello Skarphedin, ma dopo un mese ha rassegnato le proprie dimissioni per entrare nello staff tecnico delle giovanili del Sandnes Ulf. Ha lasciato anche questo incarico nella primavera dello stesso anno.
Nel 2014, Tsolis ha allenato il Valdres. Il 28 luglio dello stesso anno, ha lasciato la squadra. Il 15 dicembre 2014, è stato nominato nuovo allenatore della sezione femminile del Vålerenga, squadra militante nella Toppserien e che avrebbe guidato dal 1º gennaio 2015. Il 3 novembre successivo ha lasciato il club.